# Jan Železný
Jan Železný (* 16. Juni 1966 in Mladá Boleslav, Tschechoslowakei) ist ein ehemaliger tschechischer Leichtathlet, der dreifacher Weltmeister und Olympiasieger sowie amtierender Weltrekordinhaber im Speerwurf ist.
Zwischen seinem ersten internationalen Erfolg, dem dritten Platz bei den Weltmeisterschaften von 1987, und dem letzten, dem dritten Platz bei den Europameisterschaften 2006, liegen 19 Jahre. Im September 2006 gab er seinen Rücktritt vom Profisport bekannt.

## Rekorde
Železný warf in seiner Karriere insgesamt vier Weltrekorde. Den ersten erzielte er am 31. Mai 1987 in Nitra mit einer Weite von 87,66 m. Nachdem dieser zwischenzeitlich von Patrik Bodén und Steve Backley verbessert wurde, warf er 1993 in Sankt Petersburg einen neuen Rekord (95,54 m), den er wenige Monate später in Sheffield auf 95,66 m verbesserte. Am 25. Mai 1996 gelang ihm in Jena der bis heute gültige Weltrekord von 98,48 m.
Železný ist der einzige Speerwerfer, dem mit dem seit 1986 vorgeschriebenen Wettkampfspeer eine Weite von mehr als 98 Metern gelang; die nächstbeste Weite stammt vom Deutschen Johannes Vetter (97,76 m) aus dem Jahr 2020. (Stand 10. September 2020) Insgesamt gelangen Železný 52 Würfe über 90 Meter.
Sein olympischer Rekord von 90,17 m aus dem Jahre 2000 wurde 2008 von Andreas Thorkildsen auf 90,57 m verbessert.

## Trainerkarriere
Nach seinem Karriereende trainierte er unter anderem Vítězslav Veselý, Jakub Vadlejch, Petr Frydrych und Barbora Špotáková.

## Platzierungen

### Olympische Spiele
Mit drei Olympiasiegen ist Železný der erfolgreichste Speerwerfer der olympischen Geschichte. Vor ihm konnten nur Eric Lemming und Jonni Myyrä in der Frühzeit des Sports ihren Olympiasieg wiederholen. In der Leichtathletik konnten mit Al Oerter im Diskuswurf und Carl Lewis im Weitsprung zwei Athleten vier Olympiasiege in Folge erringen. Hinter diesen beiden liegt Železný mit drei Siegen und einem zweiten Platz gleichauf mit dem Dreispringer Wiktor Sanejew.
- 1988: Platz 2
- 1992: Platz 1
- 1996: Platz 1
- 2000: Platz 1
- 2004: Platz 9

### Weltmeisterschaften
Mit drei Weltmeistertiteln ist Železný der erfolgreichste Speerwerfer bei Weltmeisterschaften. Der erfolgreichste Leichtathlet in dieser Hinsicht ist der Stabhochspringer Serhij Bubka mit sechs Weltmeistertiteln.
- 1987: Platz 3
- 1991: Platz 18 in der Qualifikation
- 1993: Platz 1
- 1995: Platz 1
- 1997: Platz 9 im Vorkampf
- 1999: Platz 3
- 2001: Platz 1
- 2003: Platz 4

### Europameisterschaften
In der Geschichte der Europameisterschaften gab es nur wenige Athleten, denen es gelang, vier Europameistertitel in Folge zu erringen. Mit Jānis Lūsis von 1962 bis 1971 und Steve Backley von 1990 bis 2002 waren zwei davon Speerwerfer. Jan Železný war zwar bei Weltmeisterschaften und Olympischen Spielen in der Lage, Steve Backley zu schlagen. Bei Europameisterschaften schaffte er es nie. Nach dem Rücktritt von Steve Backley kehrte Železný 2006 noch einmal auf die Bühne der Europameisterschaften zurück. Mit 40 Jahren gewann er Bronze und belegte den 3. Platz hinter jüngeren Athleten, wie dem Olympiasieger von 2004 Andreas Thorkildsen.
- 1986: Platz 18 in der Qualifikation
- 1990: Platz 13 in der Qualifikation
- 1994: Platz 3
- 2002: im Vorkampf ohne gültigen Versuch
- 2006: Platz 3